# 김준 (축구 선수)
김준(한국 한자: 金俊, 1986년 12월 9일 ~ )은 대한민국의 전 축구 선수로, 포지션은 윙어였다.